# أديمار سانتيلو
أديمار سانتيلو (13 نوفمبر 1939 - 9 مارس 2021) سياسي ورجل أعمال برازيلي.

## السيرة الشخصية
كان أديمار ابن فيرجينيو سانتيلو وإليديا ماشيتو سانتيلو. ولد في ريبيراو بريتو، واستقرت عائلته في أنابوليس في عام 1942. هناك ساعد في تأسيس الحركة الديمقراطية البرازيلية في عام 1966 وعمل في المدينة تحت قيادة جوناس فيريرا ألفيس دوارتي. انتخب لعضوية الجمعية التشريعية في غوياس عام 1970.
كان عضوًا في مجلس النواب من 1975 إلى 1986، وانضم إلى الحركة الديمقراطية البرازيلية المعاد هيكلتها جنبًا إلى جنب مع شقيقه السناتور هنريكي سانتيلو. لمدة سبعة أشهر كان عضوًا في حزب العمال لكنه عاد لاحقًا إلى الحركة الديمقراطية. في عام 1985 ، تم انتخابه رئيسًا لبلدية أنابوليس وانضم إلى الحزب الاشتراكي الديمقراطي بسبب خلاف مع عضو حزب الحركة الديمقراطية البارز أونوفري كوينان. ترك المكتب عام 1989 وعاد عام 1997 بعد هزيمة شقيقه. لم يتم إعادة انتخابه في عام 2002 ثم تقاعد من السياسة.
توفي سانتيلو بسبب الانصمام الرئوي وأظهر اختبارًا إيجابيًا لـ كوفيد 19 في أنابوليس في 9 مارس 2021 عن عمر يناهز 81 عامًا.